# Gombos Judit
Gombos Judit (Gyöngyös, 1964. december 3. –) Aase-díjas magyar színésznő, a szolnoki Szigligeti Színház örökös tagja.

## Életpályája
1964-ben született Gyöngyösön. 6 éves koráig családjával Nagyfügeden élt. A gyöngyösi Berze Nagy János Gimnáziumban érettségizett. 1984-1985 között a Gór Nagy Mária Színitanoda tanulója volt. 1985-től a szolnoki Szigligeti Színház tagja.
Fia, Mátyás 2001-ben született. Nevelt fia, Szalay Bence szintén színész.

## Díjai és kitüntetései
- Bodex-díj (2001)
- A Szolnoki Szigligeti Színház Örökös tagja (2015)[4]
- Területi Prima-díj (2016)
- Aase-díj (2024)[5]

## Fontosabb színházi szerepei
- Zsuzsi kisasszony - Borcsa (2007)
- Két úr szolgája – Smeraldina (2007)
- Oliver - Mrs. Sowerberry (2007)
- Feketeszárú cseresznye - Milica (2008)
- A vörös pimpernel - Marie Grosholtz (2008)
- Apa csak egy van - Helga Brauner (2008)
- Romeó és Júlia - Júlia dajkája (2008)
- Országúton - Örömlány (2009)
- Lilomfi - Kamilla (2009)
- Vízkereszt vagy amit akartok - Mária (2009)
- Hippolyt a lakáj - Julcsa (2010)
- Az üvegcipõ - Roticsné (2010)
- Csupa balláb - Maxine (2010)
- Ármány és szerelem - Sophie (2011)
- Liliom - Muskátné (2011)
- Imádok férjhez menni -  Miss Montmorency (2011)
- Kaland - Dr. Pálos (2011)
- Légy jó mindhalálig - Törökné (2011)
- A három sárkány -Zsófia (2012)
- Gianetta, Ziliabarátnője (2012)
- Bál a Savoyban (2012)
- Lift - Helene (2012)
- Stuart Mária - Margareta Kurl (2013)
- Made in Hungária - Anya (2013)
- Cabaret -Schneider (2013)
- A salemi boszorkányok - Elisebeth Proctor (2014)
- Patika - Dudinszkyné (2014)
- Csongor és Tünde - Mirígy (2014)
- Cseresznyéskert - Sarlotta Ivanovna (2014)
- Irma, te édes - Josephine (2014)
- Sztárcsinálók - Méregkeverők, bővérű nővérek (2015)
- A női szabó - Madame Chavagneu (2015)
- A nagymama - Langó Szerafin (2015)
- A padlás - Mamóka (2015)
- Könyvtári capriccio - Icuka (2015)
- Hello, Dolly! - Mrs.Rozs (2016)
- Svejk, a derék katona - Preizlerka néni (2016)
- Anconai szerelmesek - Agnese, a panzió tulajdonosa (2016)
- Vidám kísértet - Madam Arcati (2016)
- Mikve - Shoshanna (2016)
- My Fair Lady - Higgins házvezetőnője (2017)
- A kőszívű ember fiai - Baradlayné (2017)
- Janika – Malvin, öltöztetőnő (2017)
- Fekete Péter – Mme Lefebre (2017)
- Lili bárónő – Illésházy Agatha grófnő (2017)

## Filmes és televíziós szerepei
- Családi kör (1989-1990)
- Kisváros (1997)
- Az öt zsaru (1999)
- Régimódi történet (2006)
- Barátok közt (2007)
- Aranyélet (2016)
- Válótársak (2016)
- A mi kis falunk (2017)
- Bogaras szülők (2018)
- Oltári történetek (2022)
- Fekete pont (2024)
- A renitens (2025)